# Partecipanti alla Classica di San Sebastián 2024
Elenco dei partecipanti alla Classica di San Sebastián 2024.
La Classica di San Sebastián 2024 è stata la quarantatreesima edizione della corsa. Alla competizione presero parte 25 squadre: le 18 con licenza UCI World Tour 2024 e 7 UCI ProTeam.
Ciascuna delle squadre è composta da sette ciclisti, per un totale di 175 accreditati alla partenza.

## Corridori per squadra
Nota: R ritirato, NP non partito, FT fuori tempo, SQ squalificato
| Soudal Quick-Step       | Soudal Quick-Step       | Soudal Quick-Step       | UAE Team Emirates         | UAE Team Emirates         | UAE Team Emirates         | EF Education-EasyPost      | EF Education-EasyPost      | EF Education-EasyPost      |
| ----------------------- | ----------------------- | ----------------------- | ------------------------- | ------------------------- | ------------------------- | -------------------------- | -------------------------- | -------------------------- |
| N°                      | Ciclista                | Clas.                   | N°                        | Ciclista                  | Clas.                     | N°                         | Ciclista                   | Clas.                      |
| 1                       | Julian Alaphilippe      | 2°                      | 11                        | Igor Arrieta              | R                         | 21                         | Markel Beloki              | R                          |
| 2                       | Kasper Asgreen          | R                       | 12                        | Alessandro Covi           | R                         | 22                         | Simon Carr                 | R                          |
| 3                       | Mattia Cattaneo         | R                       | 13                        | Isaac Del Toro            | 49°                       | 23                         | Stefan de Bod              | 71°                        |
| 4                       | Gil Gelders             | R                       | 14                        | Jan Christen              | 9°                        | 24                         | Neilson Powless            | 6°                         |
| 5                       | Mikel Landa             | 33°                     | 15                        | Marc Hirschi              | 1°                        | 25                         | Sean Quinn                 | R                          |
| 6                       | William Junior Lecerf   | 52°                     | 16                        | Pavel Sivakov             | 19°                       | 26                         | Hugh Carthy                | 48°                        |
| 7                       | Mauri Vansevenant       | 25°                     | 17                        | Brandon McNulty           | 10°                       | 27                         | Harry Sweeny               | R                          |
| Bahrain Victorious      | Bahrain Victorious      | Bahrain Victorious      | Movistar Team             | Movistar Team             | Movistar Team             | Decathlon AG2R La Mondiale | Decathlon AG2R La Mondiale | Decathlon AG2R La Mondiale |
| N°                      | Ciclista                | Clas.                   | N°                        | Ciclista                  | Clas.                     | N°                         | Ciclista                   | Clas.                      |
| 31                      | Yukiya Arashiro         | R                       | 41                        | Alex Aranburu             | 54°                       | 51                         | Alex Baudin                | 59°                        |
| 32                      | Santiago Buitrago       | 42°                     | 42                        | Ruben Guerreiro           | R                         | 52                         | Ben O'Connor               | 11°                        |
| 33                      | Damiano Caruso          | R                       | 43                        | Antonio Pedrero           | R                         | 53                         | Clément Berthet            | 14°                        |
| 34                      | Jack Haig               | 30°                     | 44                        | Einer Rubio               | 51°                       | 54                         | Nans Peters                | R                          |
| 35                      | Finlay Pickering        | R                       | 45                        | Sergio Samitier           | 61°                       | 55                         | Nicolas Prodhomme          | 43°                        |
| 36                      | Jasha Sütterlin         | R                       | 46                        | Iván Romeo                | 38°                       | 56                         | Jordan Labrosse            | R                          |
| 37                      | Torstein Træen          | 82°                     | 47                        | Iván Sosa                 | R                         | 57                         | Lawrence Warbasse          | 29°                        |
| Team Visma-Lease a Bike | Team Visma-Lease a Bike | Team Visma-Lease a Bike | Team DSM-Firmenich PostNL | Team DSM-Firmenich PostNL | Team DSM-Firmenich PostNL | Lidl-Trek                  | Lidl-Trek                  | Lidl-Trek                  |
| N°                      | Ciclista                | Clas.                   | N°                        | Ciclista                  | Clas.                     | N°                         | Ciclista                   | Clas.                      |
| 61                      | Sepp Kuss               | 34°                     | 71                        | Romain Bardet             | R                         | 81                         | Giulio Ciccone             | 35°                        |
| 62                      | Dylan van Baarle        | 66°                     | 72                        | Warren Barguil            | R                         | 82                         | Julien Bernard             | 21°                        |
| 63                      | Thomas Gloag            | R                       | 73                        | Romain Combaud            | R                         | 83                         | Jacopo Mosca               | R                          |
| 64                      | Jonas Vingegaard        | R                       | 74                        | Chris Hamilton            | 62°                       | 84                         | A. Gebreigzabhier          | 80°                        |
| 65                      | Wilco Kelderman         | 36°                     | 75                        | Gijs Leemreize            | 81°                       | 85                         | Juan Pedro López           | 44°                        |
| 66                      | Milan Vader             | R                       | 76                        | Martijn Tusveld           | R                         | 86                         | Patrick Konrad             | 7°                         |
| 67                      | Julien Vermote          | R                       | 77                        | Kevin Vermaerke           | 4°                        | 87                         | Sam Oomen                  | 45°                        |
| Equipo Kern Pharma      | Equipo Kern Pharma      | Equipo Kern Pharma      | Astana Qazaqstan Team     | Astana Qazaqstan Team     | Astana Qazaqstan Team     | Intermarché-Wanty          | Intermarché-Wanty          | Intermarché-Wanty          |
| N°                      | Ciclista                | Clas.                   | N°                        | Ciclista                  | Clas.                     | N°                         | Ciclista                   | Clas.                      |
| 91                      | Pablo Castrillo         | 17°                     | 101                       | Gleb Brusenskij           | R                         | 111                        | Lilian Calmejane           | R                          |
| 92                      | Jon Agirre              | R                       | 102                       | Anthon Charmig            | 32°                       | 112                        | Kevin Colleoni             | 67°                        |
| 93                      | Urko Berrade            | 46°                     | 103                       | Gianmarco Garofoli        | 77°                       | 113                        | Dries De Pooter            | R                          |
| 94                      | Pau Miquel              | 37°                     | 104                       | Daniil Marukhin           | R                         | 114                        | Alexy Faure Prost          | R                          |
| 95                      | Unai Iribar             | 41°                     | 105                       | Santiago Umba             | 50°                       | 115                        | Tom Paquot                 | R                          |
| 96                      | Carlos García Pierna    | 55°                     | 106                       | Simone Velasco            | 72°                       | 116                        | Simone Petilli             | 65°                        |
| 97                      | Jordi López             | R                       | 107                       | Ide Schelling             | R                         | 117                        | Lorenzo Rota               | 67°                        |
| Lotto Dstny             | Lotto Dstny             | Lotto Dstny             | Israel-Premier Tech       | Israel-Premier Tech       | Israel-Premier Tech       | Team Jayco AlUla           | Team Jayco AlUla           | Team Jayco AlUla           |
| N°                      | Ciclista                | Clas.                   | N°                        | Ciclista                  | Clas.                     | N°                         | Ciclista                   | Clas.                      |
| 121                     | Johannes Adamietz       | R                       | 131                       | George Bennett            | 12°                       | 141                        | Simon Yates                | R                          |
| 122                     | Logan Currie            | R                       | 132                       | Marco Frigo               | 79°                       | 142                        | Lawson Craddock            | R                          |
| 123                     | Andreas Kron            | 16°                     | 133                       | Mason Hollyman            | R                         | 143                        | Christopher Jensen         | R                          |
| 124                     | Sylvain Moniquet        | R                       | 134                       | Matthew Riccitello        | 84°                       | 144                        | Chris Harper               | R                          |
| 125                     | Lennert Van Eetvelt     | 3°                      | 135                       | Guy Sagiv                 | R                         | 145                        | Welay Berhe                | 68°                        |
| 126                     | Maxim Van Gils          | 18°                     | 136                       | Riley Sheehan             | R                         | 146                        | Filippo Zana               | 31°                        |
| 127                     | Henri Vandenabeele      | R                       | 137                       | Michael Woods             | 8°                        | 147                        | Davide De Pretto           | R                          |
| Cofidis                 | Cofidis                 | Cofidis                 | Red Bull-Bora-Hansgrohe   | Red Bull-Bora-Hansgrohe   | Red Bull-Bora-Hansgrohe   | Caja Rural-Seguros RGA     | Caja Rural-Seguros RGA     | Caja Rural-Seguros RGA     |
| N°                      | Ciclista                | Clas.                   | N°                        | Ciclista                  | Clas.                     | N°                         | Ciclista                   | Clas.                      |
| 151                     | Ion Izagirre            | 47°                     | 161                       | Daniel Martínez           | R                         | 171                        | Fernando Barceló           | R                          |
| 152                     | Kenny Elissonde         | 73°                     | 162                       | Roger Adrià               | 40°                       | 172                        | Abel Balderstone           | R                          |
| 153                     | Simon Geschke           | R                       | 163                       | Giovanni Aleotti          | 23°                       | 173                        | Jefferson Cepeda           | 13°                        |
| 154                     | Jesús Herrada           | R                       | 164                       | Florian Lipowitz          | 15°                       | 174                        | Joseba López               | 63°                        |
| 155                     | Gorka Izagirre          | 60°                     | 165                       | Sergio Higuita            | 69°                       | 175                        | Joel Nicolau               | 53°                        |
| 156                     | Jonathan Lastra         | 58°                     | 166                       | Alexander Hajek           | 26°                       | 176                        | Eduard Prades              | R                          |
| 157                     | Hugo Toumire            | R                       | 167                       | Ben Zwiehoff              | R                         | 177                        | Tomas Silva                | 76°                        |
| Groupama-FDJ            | Groupama-FDJ            | Groupama-FDJ            | Euskaltel-Euskadi         | Euskaltel-Euskadi         | Euskaltel-Euskadi         | Alpecin-Deceuninck         | Alpecin-Deceuninck         | Alpecin-Deceuninck         |
| N°                      | Ciclista                | Clas.                   | N°                        | Ciclista                  | Clas.                     | N°                         | Ciclista                   | Clas.                      |
| 181                     | Lenny Martinez          | R                       | 191                       | Nicolás Alustiza          | R                         | 201                        | Tobias Bayer               | R                          |
| 182                     | Lorenzo Germani         | R                       | 192                       | Asier Etxeberria          | R                         | 202                        | Nicola Conci               | 74°                        |
| 183                     | Olivier Le Gac          | R                       | 193                       | Joan Bou                  | R                         | 203                        | Michael Gogl               | R                          |
| 184                     | Enzo Paleni             | R                       | 194                       | Mikel Bizkarra            | R                         | 204                        | Jimmy Janssens             | 56°                        |
| 185                     | Rémy Rochas             | 20°                     | 195                       | Xabier Berasategi         | 64°                       | 205                        | Axel Laurance              | R                          |
| 186                     | Reuben Thompson         | R                       | 196                       | Xabier Isasa              | 75°                       | 206                        | Stan Van Tricht            | R                          |
| 187                     | Eddy Le Huitouze        | R                       | 197                       | Víctor de la Parte        | 57°                       | 207                        | Gianni Vermeersch          | R                          |
| Arkéa-B&B Hotels        | Arkéa-B&B Hotels        | Arkéa-B&B Hotels        | Ineos Grenadiers          | Ineos Grenadiers          | Ineos Grenadiers          | Uno-X Mobility             | Uno-X Mobility             | Uno-X Mobility             |
| N°                      | Ciclista                | Clas.                   | N°                        | Ciclista                  | Clas.                     | N°                         | Ciclista                   | Clas.                      |
| 211                     | Louis Barré             | 78°                     | 221                       | Jonathan Castroviejo      | R                         | 231                        | Odd Christian Eiking       | 39°                        |
| 212                     | C. Champoussin          | 70°                     | 222                       | Omar Fraile               | R                         | 232                        | Fredrik Dversnes           | R                          |
| 213                     | Michel Ries             | R                       | 223                       | Michael Leonard           | R                         | 233                        | Ådne Holter                | R                          |
| 214                     | Thibault Guernalec      | R                       | 224                       | Jhonatan Narváez          | 5°                        | 234                        | Anders Johannessen         | R                          |
| 215                     | Simon Guglielmi         | R                       | 225                       | Salvatore Puccio          | R                         | 235                        | Tobias Johannessen         | 24°                        |
| 216                     | Laurens Huys            | 83°                     | 226                       | Óscar Rodríguez           | 28°                       | 236                        | Johannes Kulset            | R                          |
| 217                     | Łukasz Owsian           | R                       | 227                       | Connor Swift              | R                         | 237                        | Anders Skaarseth           | R                          |
| TotalEnergies           |                         |                         |                           |                           |                           |                            |                            |                            |
| N°                      | Ciclista                | Clas.                   |                           |                           |                           |                            |                            |                            |
| 241                     | Steff Cras              | R                       |                           |                           |                           |                            |                            |                            |
| 242                     | Pierre Latour           | R                       |                           |                           |                           |                            |                            |                            |
| 243                     | Valentin Ferron         | R                       |                           |                           |                           |                            |                            |                            |
| 244                     | Fabien Grellier         | R                       |                           |                           |                           |                            |                            |                            |
| 245                     | Jordan Jegat            | 27°                     |                           |                           |                           |                            |                            |                            |
| 246                     | Alan Jousseaume         | R                       |                           |                           |                           |                            |                            |                            |
| 247                     | Alexis Vuillermoz       | R                       |                           |                           |                           |                            |                            |                            |